# Cuchery
Cuchery ist eine französische Gemeinde mit 414 Einwohnern (Stand: 1. Januar 2022) im Département Marne in der Region Grand Est (vor 2016 Champagne-Ardenne). Sie gehört zum Arrondissement Épernay und zum Kanton Dormans-Paysages de Champagne. Die Einwohner werden Cucheriats genannt.

## Geographie
Cuchery liegt etwa 30 Kilometer südwestlich von Reims.
Nachbargemeinden von Cuchery sind La Neuville-aux-Larris im Norden, Belval-sous-Châtillon im Osten, Villers-sous-Châtillon im Süden und Südwesten sowie Baslieux-sous-Châtillon im Westen.

## Bevölkerungsentwicklung
| Jahr                       | 1962 | 1968 | 1975 | 1982 | 1990 | 1999 | 2006 | 2018 |
| Einwohner                  | 343  | 345  | 306  | 341  | 336  | 350  | 372  | 406  |
| Quellen: Cassini und INSEE |      |      |      |      |      |      |      |      |

## Sehenswürdigkeiten

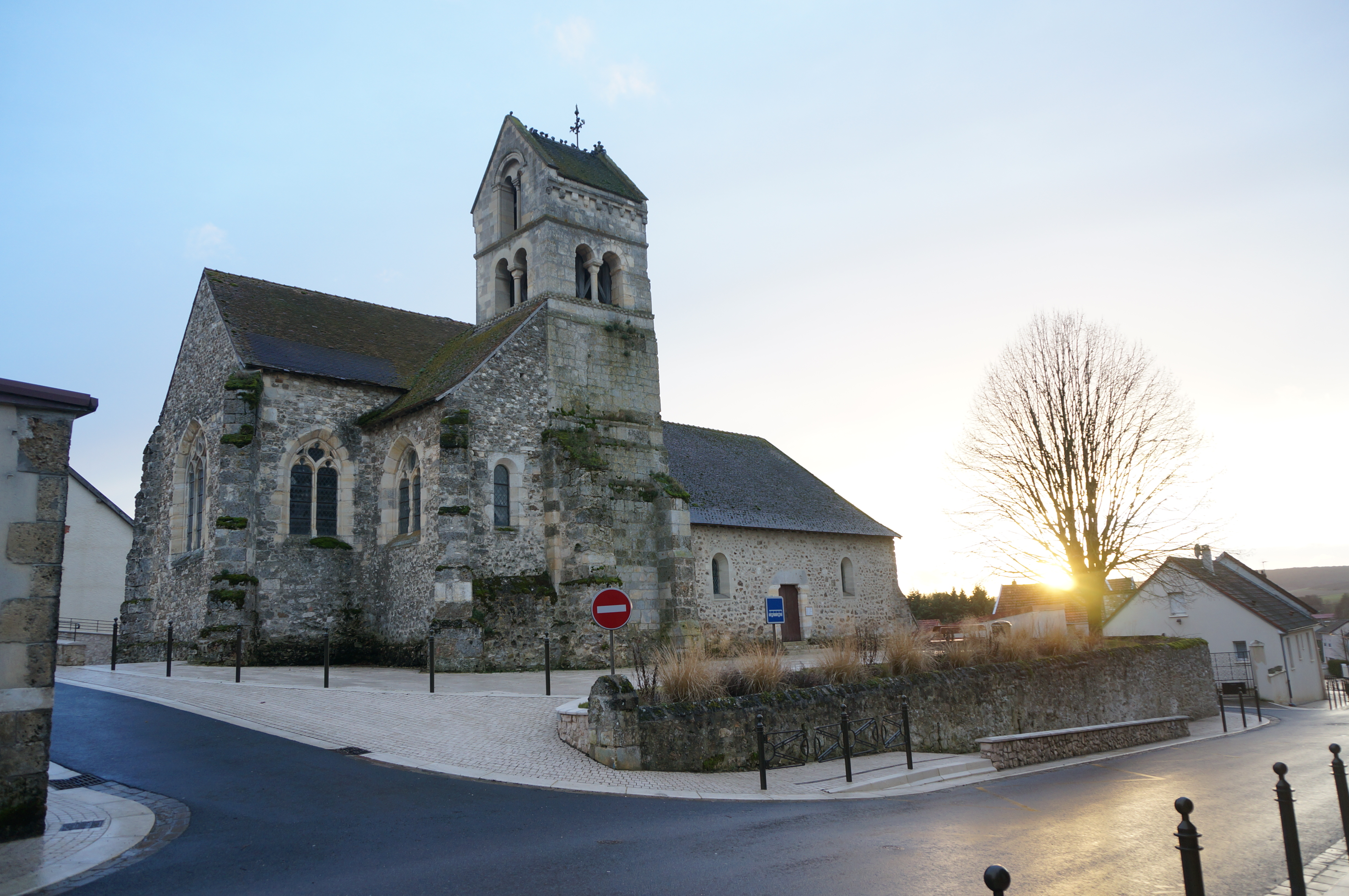
Kirche Saint-Maurice

- Kirche Saint-Maurice, Monument historique

## Persönlichkeiten
- Émile Haguenin (1872–1924), Literaturwissenschaftler und Diplomat, Germanist, Romanist und Italianist